# Al Lang Stadium
O Al Lang Stadium é um estádio multidesportivo da cidade de São Petersburgo, na Flórida, nos Estados Unidos. Possui 7 227 lugares e relvado natural, é a casa da equipe de futebol Tampa Bay Rowdies.

## História

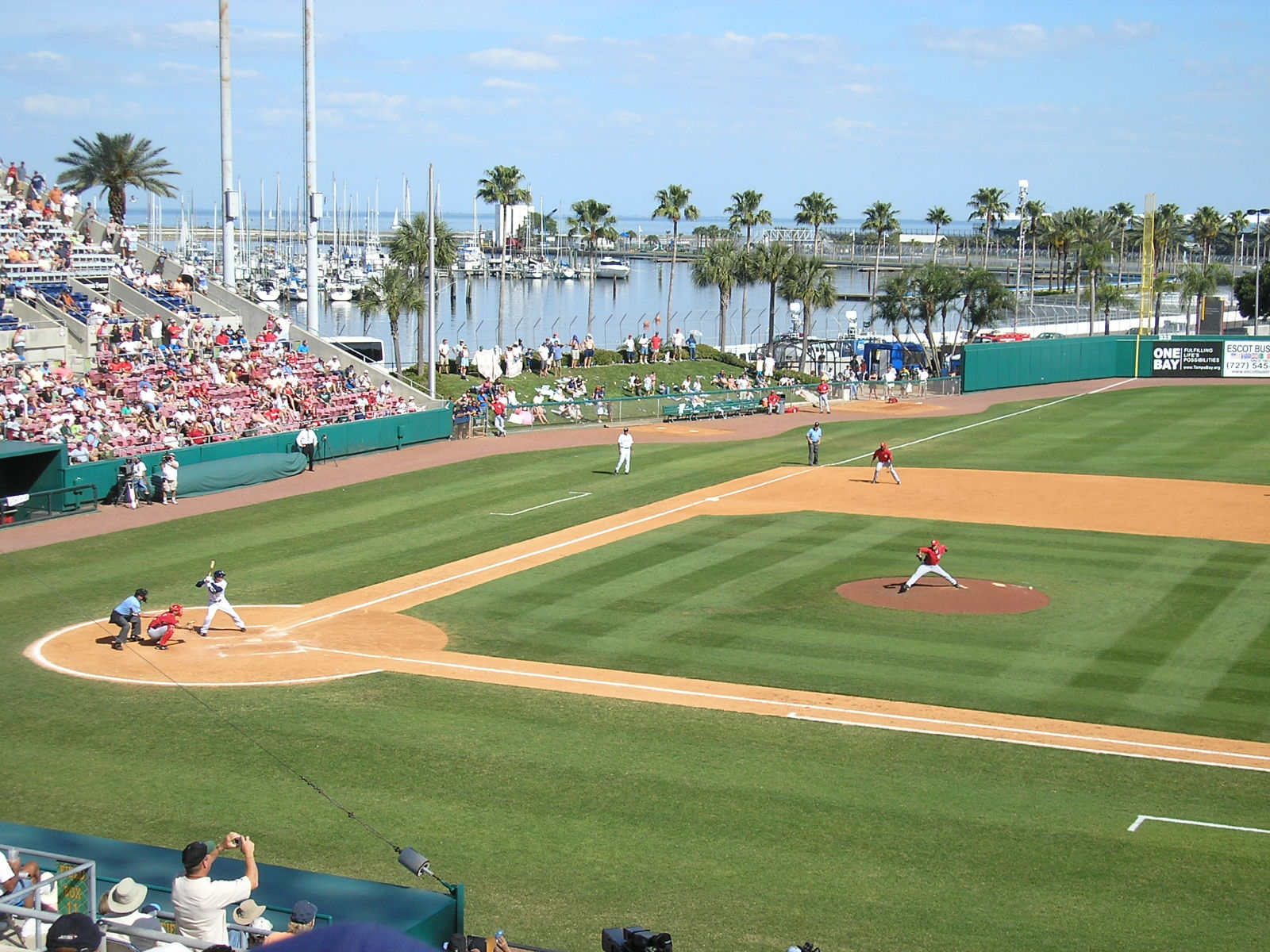
Estádio na antiga configuração para beisebol.

Foi inaugurado em 1947. Durante vários anos recebeu jogos de beisebol, foi a casa do time de beisebol St. Petersburg Cardinals da Florida State League, em 2011 foi convertido para futebol para ser a casa do Tampa Bay Rowdies, equipe da United Soccer League, recebeu alguns jogos da Florida Cup de 2017.